# Imāla
L'imāla (anche traslitterato imālah; arabo إمالة, letteralmente "obliqua, inclinata") è un cambiamento vocalico presente in molti dialetti della lingua araba, dove la vocale aperta, sia essa lunga o breve, è resa /ɛ/ o /e/ in certi contesti morfologici o fonologici. L'imāla si verifica nell'arabo moderno standard, così come nelle varianti classiche della lingua araba, tra cui vari qiraʾat ("stili di recitazione") del Corano. In quanto fenomeno molto evidente, l'imāla è spesso una delle caratteristiche più distintive dei dialetti in cui si verifica, ad esempio l'arabo libanese.

## Arabo classico
Storicamente, l'imāla era una caratteristica degli antichi dialetti del Najd e del Tamim, dove si verificava sia nei verbi che nei nomi flessi. Ci sono molti casi dove l'imāla è appropriata; alcuni dei più comuni sono accennati di seguito:

### Ragioni morfologiche
- Colpisce una alif in fine di parola quando sostituisce una yāʾ, o quando può essere sostituita da yāʾ in alcuni casi.

Esempio: الأعلى‎ ([ælʔæʕleː], "il più alto")

### Ragioni fonologiche
- Analogamente, l'imāla si verifica se l'alif segue direttamente la yāʾ o è separata da questa da una lettera. Questo può anche verificarsi se sono due lettere separate, ma la seconda deve essere hāʾ. L'imāla è generalmente più tesa prima di una yāʾ lunga che di una yāʾ breve.

Esempio: صيام‎ ([sˤijeːm], "digiuno")
- Allo stesso modo, l'imāla si verifica quando l'alif è preceduta da una lettera che è preceduta da un suono i.

Esempio: إناث‎ ([ʔineːθ], "femmine")
- Anche una lettera non faringalizzata seguita da una yāʾ breve può indurre all'imāla in un'alif direttamente prima di questa. Come nel caso della j, una consonante o una consonante + hāʾ tra i due non ostacola il processo.

Esempio: كافر‎ ([keːfir], "miscredente")

## Nel Corano
Molte qira'at del Corano realizzano l'imāla almeno una volta. Alcuni, come quelli di Hafs o Qalun, lo usano solo una volta, mentre altri, come quelli di Hamzah e Al-Kisaa'i, regolarmente. In quelli, l'imāla influenza centinaia di parole, sia a causa di una regola generale di una specifica qirāʾa, o come una parola specifica prescritta a subire l'imāla. La qirāʾa di Warsh, nel modo di Al-Azraq, fa ricorso alla imāla minore ([ɛ]) regolarmente, e all'imāla maggiore ([e]) in una sola istanza.

## Effetti su altre lingue
L'accento andaluso della Spagna musulmana faceva ricorso all'imālah, e varie parole prese in prestito dall'arabo, tra cui molti toponimi, la mantengono. Il nome della città di Siviglia è un notevole esempio di questo fenomeno.